# Акелла, Кристиан
Кристиан Акелла (итал. Christian Acella; род. 7 июля 2002 года, Милан, Италия) — итальянский футболист, полузащитник клуба «Кремонезе», выступающий на правах аренды за «Перуджу»

## Клубная карьера
Акелла — воспитанник клуба «Кальяри». С 2020 года начал тренироваться в системе «Кремонезе».
20 июля 2021 года на правах аренды присоединился к клубу «Джана Эрминио», выступающем в Серии C. Дебютировал за клуб 19 сентября 2021 года против команды «Тренто». В течение аренды он провел 33 матча и забил два гола.
После завершения аренды Акелла вернулся в состав основной команды «Кремонезе» и дебютировал 8 августа 2022 года в матче Кубка Италии против команды «Тернана». В Серии А он впервые появился на поле 12 февраля 2023 года в матче против команды «Наполи».

## Статистика
| Выступление      | Выступление      | Выступление      | Лига | Лига | Кубок | Кубок | Итого | Итого |
| Клуб             | Лига             | Сезон            | Игры | Голы | Игры  | Голы  | Игры  | Голы  |
| ---------------- | ---------------- | ---------------- | ---- | ---- | ----- | ----- | ----- | ----- |
| → Джана Эрминио  | Серия C          | 2021/22          | 33   | 2    | —     | —     | 33    | 2     |
| → Джана Эрминио  | Итого            | Итого            | 33   | 2    | —     | —     | 33    | 2     |
| Кремонезе        | Серия А          | 2022/23          | 1    | 0    | 2     | 0     | 3     | 0     |
| Кремонезе        | Итого            | Итого            | 1    | 0    | 2     | 0     | 3     | 0     |
| Всего за карьеру | Всего за карьеру | Всего за карьеру | 34   | 2    | 2     | 0     | 36    | 2     |